# Часы (церковная служба)
Часы́ (греч. ὧραι) — четыре (по числу древних страж) последовательных христианских богослужения, подобранных соответственно к каждой четверти дня, молитвенно освящающих дневное время суток (приблизительно с 6 часов утра до 6 часов вечера). Входят в суточный богослужебный круг (совершаются один раз каждый день). В широком смысле слова часы — общее название для всех служб суточного круга (отсюда «Часослов» — сборник часов), употребляемое, как правило, только в специальной литературе.

## История
Римляне делили день и ночь пополам (по 12 часов), а дневные часы делили на 4 части: 1-й (наш 7-й час по полуночи), 3-й, 6-й и 9-й часы, и ночные также на 4 части. Христиане последовали римскому делению суток, в соответствии с заповедью Христа о непрестанной молитве, и установили 8 ежедневных служб: вечерня, повечерие, полунощница, утреня, 1-й, 3-й, 6-й и 9-й часы. В раннем христианстве эти богослужения совершались отдельно одна от другой, так что верующие, особенно в монастырях, собирались на молитвы по 8 раз в день. С течением времени Церковь, ввиду занятий христиан в частной и общественной жизни, начала совершать эти богослужения в три времени дня: утром (полунощницу, утреню и последование 1-го часа), перед полуднем (последование 3-го и 6-го часов и божественную литургию) и вечером (последование 9-го часа, вечерню и повечерие).

## Символика каждого часа
- Первый час (соответствует 7 часам утра) освящает молитвой наступивший день, вспоминается множество событий: непрестанное славословие ангелов, изгнание из рая Адама и Евы, ночную молитву Иисуса Христа, Его страдания на суде Каиафы, Страшный суд. Эта служба возникла позже других трёх, которые были известны ещё в апостольские времена[2].
- Третий час (9 часов утра) — воспоминаются произошедшие в это время суток Суд Пилата и, позднее, сошествие Святого Духа на апостолов.
- Шесты́й час (12 часов, полдень) — воспоминается грехопадение прародителей и пригвождение Иисуса Христа ко Кресту.
- Девятый час (3 часа дня) — вспоминается крестная смерть Господа Иисуса Христа.

## Виды часов

### Православие

#### Вседневные
Последование (неизменяемая основа) вседневных часов содержится в Часослове и в Следованной Псалтири, а изменяемые их части (тропари и кондаки) — в Октоихе, Минее и Триоди.
Службы часов совершаются каждый день и потому называются «вседневными» («обычными») службами. Каждый час имеет также своё почасие (междочасие); в современной практике эти междочасия совершаются только в будние дни Рождественского, Петрова и Успенского постов. Ради удобства совершение часов соединяется с другими богослужениями, именно: 1-й час с утреней, 3-й и 6-й с литургией, 9-й с вечернею (у старообрядцев 9-й час читается перед литургией, после 6-го часа, а с вечерней соединяется почасие 9-го часа). Чин вседневных часов:
1. Благословение священника (возглас) — только перед 3-м и 9-м часами,
2. Обычное начало — только перед 3-м и 9-м часами,
3. Приидите, поклонимся,
4. Три псалма (1-й час: 5, 89, 100; 3-й час: 16, 24, 50; 6-й час: 53, 54, 90; 9-й час: 83, 84, 85),
5. Слава: и ныне:,
6. Аллилуйя,
7. Господи, помилуй — трижды, Слава:
8. Тропарь случившегося праздника или святого (или тропарь, Слава: второй тропарь),
9. И ныне: Богородичен часа,
10. Стихи (один стих) часа,
11. Трисвятое по Отче наш, возглас священника,
12. Кондак праздника или святого,
13. Господи, помилуй — 40 раз,
14. Иже на всякое время — эта молитва читается не только на часах, но и на вседневной полунощнице и на повечерии (Великом и Малом),
15. Господи, помилуй (трижды), Слава: и ныне,
16. Честнейшую херувим,
17. Именем Господним благослови, отче — при архиерейском служении, в соборах, в ставропигиальных монастырях и храмах, где настоятелем является архиерей, произносится «именем Господним, Святейший (Высокопреосвященнейший, Преосвященнейший) Владыко, благослови»,
18. Возглас священника,
19. Молитва часа (на 1-м часе читается священником, после чего хор поёт Взбранной Воеводе. Иерей: «Слава Тебе, Христе Боже — Упование наше, слава Тебе», хор: Слава: И ныне: «Благослови». Иерей творит отпуст. Хор поёт либо Многолетие, «Исполла эти деспота», «Утверждение на Тя надеющихся» либо «Господи, помилуй» — трижды и «Утверждение на Тя надеющихся»).

#### Великопостные
Последование (неизменяемая основа) великопостных часов содержится в Часослове и в Следованной Псалтири, а изменяемые их части: кафизмы — в Псалтири, прокимны, паремии и иногда тропари с кондаками — в Триоди Постной, при вычитке используется богослужебное Евангелие.
Великопостные часы совершаются в понедельник, вторник, среду, четверг и пятницу всей Святой Четыредесятницы, в понедельник, вторник и среду Страстной седмицы, в среду и пятницу Сырной седмицы (если эти дни Сырной седмицы не совпадут с праздником Сретения Господня или с храмовым праздником), а также на аллилуйных богослужениях в будничные дни малых постов.
Служба часов, совершаемая во время Великого поста, имеет в сравнении со вседневными часами свои особенности.
1. На каждом часе после чтения трёх положенных псалмов читается рядовая кафизма (за исключением понедельников и пятниц на первом часе и пятниц на девятом часе; не читаются также кафизмы на первом и девятом часах в Великий понедельник, в Великий вторник и в Великую среду),
2. На каждом часе троекратно (с двумя стихами) поётся постовой тропарь часа, с земными поклонами,
3. На первом часе после богородична часа стихи часа, поются стихи часа с повторами: «Стопы моя направи по Словеси Твоему:..», последний стих — трижды,
4. На шестом часе тропарь пророчества, прокимны, паремия,
5. На третьем, шестом и девятом часах может торжественно вычитываться Евангелие,
6. Вместо кондаков святым — седмичные тропари и богородичны,
7. В конце каждого часа положена молитва святого Ефрема Сирина «Господи и Владыко живота моего…», с великими (земными) и поясными поклонами,
8. Все часы (в приходской практике первый час иногда отрывается) совершаются вместе — один за другим — перед изобразительными.

#### Великие (царские)
- Последование царских часов накануне Рождества Христова[4] и Богоявления[5] целиком находится в Минее под соответствующими датами.
- Последование царских часов Страстной Пятницы целиком находится в Триоди Постной[6].

Название «царские» эти часы получили только на Руси. Это было связано с их особой торжественностью, а также с византийским обычаем присутствия императора во время их совершения; византийскую традицию продолжали московские цари. Между тем в старых Типиконах такого названия не было. Поэтому более верным и согласным с древними Уставами было бы название часов «великими». См. Богослужебные указания Московской патриархии. В отличие от вседневных и великопостных часов, восходят не к монашескому богослужению, а к «песненному последованию», лежащему в основе Устава великой церкви св. Софии в Константинополе, на богослужениях которой присутствовал император Византии.
Совершаются при открытых Царских вратах на середине храма накануне праздников Рождества Христова и Крещения Господня, в так называемые сочельники 24 декабря (6 января) и 5 (18) января, и посвящаются этим священным событиям, а также в Великую Пятницу — ради Страстей Господних. Из трёх псалмов каждого Царского часа, только один псалом из обычного вседневного часа, а остальные два особенные для каждого из трёх дней, когда читаются эти часы. Помимо псалмов, на каждом часе (а совершаются они подряд, с первого по девятый) поются тропари, стихиры и кондаки предпразднству (или страстям Христовым), читается прокимен, паремия — отрывок из Ветхого Завета, содержащий пророчество о вспоминаемом дне, текст из Апостола и Евангелия.
Последование Царских часов содержится не в Часослове, а в Минее для служб рождественского и крещенского сочельника и в Триоди постной для часов Великой Пятницы.
Если какой-либо из сочельников попадает на субботу или воскресенье, то царские часы переносятся на предшествующую пятницу, и в этот день не бывает литургии.

#### Пасхальные часы
Исполняются в период от Пасхи до утра светлой субботы перед Фоминым воскресеньем. Пасхальные часы заменяют собою не только обычные (вседневные/трёхпсалмные часы), но также повечерие, полунощницу, молитвы на сон грядущим и молитвы утренние.
Пасхальные часы полностью поются. Они не содержат в себе никаких псалмов и не отличаются друг от друга по составу песнопений, прославляющих праздник Пасхи. Последование и полные тексты пасхальных часов находятся в Триоди Цветной.

#### Междочасия
С Часами тесно связано совершение чинопоследований Междочасий, исполняемых после каждого часа на аллилуйной службе в будничные дни Рождественского, Петрова и Успенского постов.

### Армянская церковь
В XII веке была восстановлена первоначальная практика читать часы отдельно в соответствующее время суток. Первому часу соответствовал արևագալի ժամ («час восхода»), вычлененный из древней утрени. В настоящее время часы читаются только во время Великого поста в порядке, аналогичном православной практике: час восхода присоединяется по седмичным дням к утрени, 3-й, 6-й и 9-й часы читаются в полдень, объединяясь в одно последование. Часами также называются все богослужения суточного круга.

### Католицизм
Понятие «часов» в католической литургической практике Латинской церкви включает, помимо 1-го (отменён после Второго Ватиканского собора как имеющий позднее происхождение), 3-го, 6-го и 9-го часа, также и остальные последования суточного круга — вечерню, повечерие, «хваления» (приблизительно соответствующие православной полунощнице, в настоящее время — утрене), утреню (в настоящее время — не имеющий привязки ко времени «час чтений»). И те, и другие обычно читаются как келейное молитвенное правило, в приходских храмах практически никогда не совершаются. При этом на практике вместо 3-го, 6-го и 9-го часа чаще всего выбирается один (соответствующий реальному времени суток, в которое читается), называемый в обиходе «дневным часом». Часы включают в себя:
- вступительный гимн;
- трёхпсалмие;
- краткий отрывок из Писания и респонсорий;
- заключительную молитву;
- краткий заключительный стих.

В католических церквях византийской традиции (например, в Российской грекокатолической церкви) часы совершаются на регулярной основе.